# Гейб Ньюелл
Ґейб Лоґан Ньюелл (англ. Gabe Logan Newell; *3 листопада 1962) — співзасновник і виконавчий директор ігрової студії та цифрового дистриб'ютора Valve Corporation.

## Кар'єра
Ньюелл вступив до Гарвардського університету в 1980, однак кинув його в 1983 після того, як Стів Балмер, тодішній директор з продажів, переконав його приєднатися до Microsoft. Там він провів 13 років ставши «Майкрософтівським мільйонером» (термін, який вживають до тих, хто заробив більше мільйона доларів працюючи на Майкрософт). Сам Ньюел описував свою роль в компанії як «продюсер перших трьох випусків Windows».
В Майкрософті виконував роль програмного менеджера для ОС Windows, займав декілька позицій в системному, застосунковому і технологічному відділах, що працювали над першими двома випусками Windows, а також був рушійною силою створення Windows NT і серверної версії.
Натхненний прикладом Майкла Абраша, який покинув Microsoft, щоб працювати над комп'ютерною грою Quake в id Software, Ньюелл та ще один Майкрософтівський співробітник Майк Харрінгтон, покинули компанію, щоб заснувати Valve в 1996. Він та Харрінгтон витрачали власні кошти, щоб спонсорувати Valve через розробку Half-Life, маючи команду з 28-и чоловік. З цією метою був куплений вихідний код рушія Quake engine, який згодом був значно перероблений.
Під час створення Half-Life 2, витратив кілька місяців на розробку проєкту Steam.
У Valve Ньюелл здебільшого виконує роль виконавчого директора з розробки ігор з більшим ухилом на технологічні питання, ніж їх дизайн. Був активно залучений до розробки Steam, сервісу цифрової дистрибуції ігор, який вперше вийшов у світ в 2003 і з того часу став найбільшим серед конкурентів, маючи сотні ігор, а також понад 75 мільйонів передплатників.
За роки роботи в компанії Ньюелл також став «скаутом талантів». Valve дослухається до користувачів і приділяє багато уваги створенню модів та незалежних ігрових спільнот. Таким чином він відкрив моди та інді-ігри, що стали популярними Valve-іграми, серед них: Counter-Strike, Team Fortress, Portal, а також Dota 2.
Ґейб Ньюелл зазвичай відкритий до ігрової спільноти, з ним можна зв'язатися електронною поштою, на яку він майже завжди відповідає, активно читає форум Steam та інші, може писати відповіді, а іноді навіть запитує про допомогу, ідеї чи відгуки для Valve. Як приклад, допис про викрадення первинного коду HL-2. В жовтні 2017 Ґейба Ньюелла було зараховано до сотні найбагатших людей США, його статки склали $5,5 млрд.

## Особисте життя
Одружений з Лізою Меннет (англ. Lisa Mennet) (весілля відбулось 24-го серпня, 1996 — в день створення Valve), виховує двох синів. Живе з сім'єю на Лонг Біч, поряд зі штаб-квартирою Valve. Вдома тримає колекцію з більш ніж 600 ножів.
Страждав на дистрофію рогівки ока (Fuchs' dystrophy), але був вилікуваний після двох пересадок рогівки у 2006 і 2007.
Улюблені ігри Super Mario 64, Doom, і Star Trek в які він грав на мейнфреймі Burroughs. Свого часу, Doom переконав Ґейба, що за відеоіграми майбутнє розваг, а Super Mario 64, — що відеоігри — це мистецтво.
В час заснування Valve вже був мільйонером відповідно до ціни на акції Microsoft. На 2012 рік, доходи після оподаткування було оцінено в $1,5 мільярда. За оцінками Forbes, Steam контролює від половини до 70 % 4 мільярдного ринку завантажених ПК-ігор. Ньюел казав, що Valve в середньому на працівника більш прибутковий, ніж Apple чи Google.

## Цікаві факти
- Ґейба і його першого роботодавця Біла Гейтса об'єднує те, що вони обоє кинули навчання в Гарвардському університеті.

- Щоб набратися натхнення для дизайну деяких частин Half-Life, Ньюелл багато грав в Resident Evil 2 і Super Mario 64.[16]

- У 2007 Ньюелл відкрито розкритикував розробку ігор під консолі, а надто PlayStation 3, сказавши, що це «марна трата часу для всіх»[17] а також «катастрофа на всіх рівнях… Я б навіть сказав, хоч і так пізно, що вони повинні просто скасувати це і закрити. Просто скажіть: 'Це була жахлива помилка, ми просимо вибачення і припиняємо продавати це, а також припиняємо переконувати людей створювати щось під це'.»[18] Проте, на E3 в 2010, Ньюелл з'явився на сцені під час презентації Sony; вибачившись за попередні коментарі про розробку під консолі, обговорив відкриту природу платформи PlayStation 3, а також анонсував Portal 2 для неї, зазначивши, що з Steamworks підтримкою це буде найкраща версія з усіх консолей.[19]

- Ньюелл критикував і сервіс Xbox Live, називаючи його «аварією поїзда» («a train wreck»).[20]

- На конференції LinuxCon що пройшла в вересні 2013-го заявив, що в майбутньому саме Linux стане основною операційною системою, під яку будуть розроблятися ігри, також анонсувавши SteamBox — нову консоль від Valve, яка тісно пов'язана з Linux. Своєю чергою розкритикувавши останню версію ОС від Майкрософт Windows 8, називаючи її «катастрофою» і загрозою для відкритого світу ПК-ігор.[21]

- В січні 2010, Forbes назвав Ньюелла «Людиною, яку варто знати» в основному за його роботу над Steam та партнерство з багатьма основними розробниками.[22]

- В березні 2013 отримав BAFTA Fellowship Award за його надзвичайний та винятковий творчий вклад в індустрію комп'ютерних ігор.[23]